# Pushy!
 (mai 2011).
Si vous disposez d'ouvrages ou d'articles de référence ou si vous connaissez des sites web de qualité traitant du thème abordé ici, merci de compléter l'article en donnant les références utiles à sa vérifiabilité et en les liant à la section « Notes et références ».
Pushy! de son vrai nom Christophe Bergeron, est un compositeur de musique électronique qui vit et travaille actuellement à Paris.

## Biographie
Au cours des années 1980, le mouvement noise/indus electro lui offre la liberté de peaufiner ses programmations électroniques (Urbain Autopsy, Ob Ovo, Oxendraft...), ce qui ne l’empêche pas de participer à des formations aux esthétiques très différentes (Le Cartel del Barrio, La Tête à l'envers et ses Malentendus, Webs...).
Passée la révolution techno, il crée avec Yod (ex VRP) le live Pushy! en 1995, donnant ses premières lettres de noblesse à un breakbeat « made in France » qui va initier nombre de musiciens en herbe. Pushy! devient un artiste majeur de la scène drum’n’bass / electro-break hexagonale.
Yod se retire du projet en 1999, laissant à Chris le soin de poursuivre en solo. S’ensuivront deux albums : Free Form (2003), puis Hors Not (2007), ainsi qu’une bonne dizaine de maxis.
Précurseur du rap électro avec Cheravif (1999), Pushy! collabore avec d’autres artistes (Bams, Sayoko, Néry, Laurent de Wilde & Otisto 23, Loan, E Komba...) et développe un side project 100 % dubstep sous le pseudonyme Hupsy Down.
Sa musique se nourrissant de collaborations, on le retrouve explorant d’autres voies (théâtre, danse contemporaine, installations, défilés de mode, courts-métrages, films...) aux côtés de personnalités telles que Marc Caro, Christophe Haleb, Jean-Luc Testu, Darja Richter, Kaat Tilley, Isabelle Boutrois, Viviana Moin, Pascale Siméon ou Nicolas Hulot.

## Influences
Parmi les influences affichées de Pushy!, on trouve pêle-mêle Stravinsky pour ses rythmes, Erik Satie pour sa simplicité, John Cage pour ses concepts, Steve Reich, Fred Frith, le dub-hop de WordSound, mais aussi la musique traditionnelle et la salsa. 
Les années 1980, avec notamment des groupes comme les Residents et Virgin Prunes ainsi que Cabaret Voltaire et Bourbonese Qualk qui proposaient déjà une perspective musicale proche des arts plastiques en primant sur le geste et l'intention. Les groupes français pionniers de l'électro comme Le Syndicat, Urbain Autopsy et Pacific 231.
Des labels comme Warp ou Ambush qui ont beaucoup apporté à l'évolution d'une certaine drum and bass et aussi Fennesz, Boris Cavage et Farmers Manuals dans un autre genre (Musique électronique et Arts Visuels).

## Discographie

### CD
- 2011 Epiderme synthétique - Album - Kiosk eclectic
- 2007 Hors Not - Album - Kiosk eclectic / La Baleine[4]
- 2007 Serial live - Live - Belleville zoo
- 2003 Free form - Album - Furtif records / La Baleine
- 1999 Music for films, TV, dance companies, fashion shows and art exhibitions - Universal
- 1999 La vérité est ailleurs - Cheravif - 4 titres - Universal
- 1998 Worn to a shadow - live au Bataclan 98 - Universal
- 1998 Pushy ! - EP/CD 4 titres - Hokus Pokus
- 1997 Pushy ! - EP/CD 4 titres - Hokus Pokus

### Maxi Vinyls
- 2008 Hupsy Down - Dest pub
- 2007 Serial Decibel - Belleville zoo
- 2004 Melodie gun - Ruby Breakfast
- 2003 Images in a nation - Kiosk eclectic 02
- 2002 Neon rouge (with Ciao Manhattan & J-F. Pauvros) - Sphénoïde Records
- 2000 Cheravif - Code mode amnesique - Kiosk eclectic
- 2000 Pushy ! untitled EP - Perce-oreille
- 2000 Pushy ! untitled EP - Hokus Pokus
- 2000 Gnats 45 tours 2 titres
- 1999 Antikrout - Hokus Pokus
- 1999 Audiokyste live - double EP - Mouse Clinic
- 1998 Pushy ! vs Mouse clinic - EP Abracadabra

### Collaborations
- 2009 Je vais t'offrir - Bams - Autoproduction
- 2009 Cheravif, Global glauque live - Le Bison
- 2008 Laurent de Wilde & Otisto 23 - PC Pieces remixed by Friends - DTC Records
- 2008 Future exposed - BD sonore - 1 titre - IOT Records
- 2008 Dosis decibel 4 - 1 titre - Dosis decibel
- 2006 Sonde la bass - Jungle therapy
- 2006 A - Album “A” - Isabé - Together Prod
- 2003 Running dub - Remix Kali Live Dub
- 2002 They shout things - Compilation How do you sleep - Jarring Effects
- 2001 Kingsympathyrodney 2000 king (Rmx Ciao Manhattan Ft Mike Ladd) - KungFuFighting
- 2001 Melodie gun - Compilation - Hypertunez
- 2001 Sexual manœuvre in da park - Compilation Mizé 5 - Mizé Records
- 1998 Rumours of war - Compilation P18 records - Esan Ozenki Records
- 1997 Let the revolution come - Compilation Avant gardism 2 - Law & Auder (UK)
- 1997 Grooveboxing - Compilation Groovebox - Distance Records
- 1997 M’Boke ya bisengo (feat E-Komba) - Compilation Sun Sun - Columbia - Sony
- 1997 Le robot qui fait sentir son haleine - Compilation Dome - Musidisc
- 1996 Remix de Lofofora - EP Amnes' History - Virgin
- 1996 Cop phobia - Compilation Avant Gardism 1 - Law & Auder (UK)